# Milo Hamilton
Pour les articles homonymes, voir Hamilton.
Leland Milo Hamilton appelé simplement Milo Hamilton (né à Fairfield (Iowa, États-Unis) le 2 septembre 1927 et mort le 17 septembre 2015 à Houston (Texas, États-Unis)) est un commentateur sportif de matchs de baseball à la radio et à la télévision.
Il est descripteur et analyste de matchs de la Ligue majeure de baseball pour 7 équipes au cours d'une carrière de 60 années. Descripteur des matchs des Braves d'Atlanta de 1966 à 1975, il décrit en 1974 le fameux 715e coup de circuit de Hank Aaron, qui bat le record de Babe Ruth. Hamilton est longtemps associé aux Astros de Houston, dont il décrit les matchs pendant 28 ans, de 1987 à sa retraite en 2012. 
Il reçoit du Temple de la renommée du baseball le prix Ford C. Frick en 1992.

## Carrière
Milo Hamilton anime sur les ondes de la radio des Forces armées américaines lorsqu'il est membre de l'United States Navy durant la Deuxième Guerre mondiale. Diplômé de l'université de l'Iowa, il fait ses premières armes à la radio sportive en décrivant les matchs de football et de basket-ball des Hawkeyes, l'équipe de l'université. Il décrit ensuite les matchs professionnels de basket-ball des Blackhawks des Tri-Cities (plus tard les Hawks d'Atlanta) de la NBA.
Il fait ses débuts à la couverture des matchs de la Ligue majeure de baseball en 1953 comme annonceur des matchs des Browns de Saint-Louis à leur dernière année d'existence. Hamilton n'accompagne pas l'équipe à Baltimore, où elle devient les Orioles en 1954. Cette année-là, il est plutôt analyste des matchs des Cardinals de Saint-Louis aux côtés de Jack Buck et Harry Caray. Il est remercié par l'équipe, désireuse de faire une place en 1955 à Joe Garagiola.
De 1955 à 1957, Hamilton fait partie de l'équipe de diffusion des matchs des Cubs de Chicago.
Après 4 ans loin du micro, il revient en 1966 et accepte le poste de descripteur des matchs des Braves d'Atlanta. Il s'agit de la première saison des Braves à Atlanta après leur déménagement de Milwaukee. Hamilton devient très populaire à Atlanta de 1966 à 1975. Il est congédié au terme de sa 10e année à la suite de différends avec la direction de l'équipe, qui n'accepte pas les fréquentes critiques formulées en ondes par Hamilton, qui n'esquive notamment pas les faibles assistances aux matchs des Braves, qui venaient de connaître plusieurs mauvaises saisons. En 1974, Hamilton décrit le fameux 715e circuit de Hank Aaron, des Braves, qui bat le record de Babe Ruth.
En 1976, Hamilton devient descripteur des matchs des Pirates de Pittsburgh. En poste durant 4 saisons, il est mal accepté des supporteurs des Pirates, habitués à Bob Prince, descripteur des matchs de l'équipe de 1948 à 1975.
En 1980, il retourne chez les Cubs de Chicago mais est congédié après la saison 1984. Ces quatre années sont marquées par l'hostilité entre Hamilton et Harry Caray. Dans sa biographie Making Airwaves: 60 Years at Milo's Microphone, Milo Hamilton qualifiera d'ailleurs Caray de « misérable être humain » (miserable human being).
De 1987 à 2012, Milo Hamilton fait sa marque comme descripteur des matchs des Astros de Houston.
En 1992, le Temple de la renommée du baseball lui décerne le prix Ford C. Frick.
Il meurt à Houston le 17 septembre 2015 à l'âge de 88 ans.